# Max Jean-Gilles
(en) Statistiques sur pro-football-reference
Max Jean-Gilles (né le 19 novembre 1983 à Miami) est un joueur américain de football américain.

## Enfance
Étudiant à la North Miami Beach High School de Miami, il reçoit de nombreux honneurs régionaux.

## Carrière

### Université
Il entre à l'université de Géorgie où il joue avec l'équipe de football américain des Bulldogs. Lors de sa dernière année à l'université, il est nommé All-American.

### Professionnel
Max Jean-Gilles est sélectionné au quatrième tour du draft de la NFL de 2006 par les Eagles de Philadelphie au 99e choix. Dès lors sélectionné, il est attendu au tournant, avec l'autre sélectionné Winston Justice pour reconstruire cette ligne offensive des Eagles. Le 10 juillet 2006, il signe un contrat de quatre ans. Il ne joue pourtant aucun match de la saison 2006 mais fait ses grands débuts le 23 septembre 2007 pour remplacer Shawn Andrew, sorti sur blessure. Il n'apparaît qu'à quatre reprises lors de cette saison.
En 2008, il joue douze matchs dont dix comme titulaire avant de se blesser le jour de la Thanksgiving à la cheville contre les Cardinals de l'Arizona. Il est déclaré forfait jusqu'à la fin de la saison. Lors de la saison 2009, il joue treize matchs dont cinq comme titulaire. Lors de la seizième journée du championnat 2009, contre les Broncos de Denver, le centre des Eagles Jamaal Jackson se blesse en plein match. L'offensive guard Nick Cole est changé de poste, prenant celui de centre et Jean-Gilles est mis au poste de guard.
Le 15 avril 2010, il signe une prolongation de contrat d'un an. Il joue quinze matchs dont dix comme titulaire au poste de guard lors de cette saison et réalise son premier tacle.
Le 2 août 2011, Max signe un contrat d'un an avec les Bengals de Cincinnati mais il n'est pas gardé dans l'effectif pour commencer la saison et libéré le 3 septembre. Le lendemain, les Panthers de la Caroline recrute Max. Il est libéré le 11 septembre.
Après deux ans hors des radars, Jean-Gilles signe, le 27 août 2013, avec les Haymakers de Lincoln, en Champions Professional Indoor Football League, une fédération de football américain en salle basée dans le Midwest. Alors que la saison 2014 n'a pas encore débuté, il signe avec les Thunder de Portland, nouvelle équipe de l'Arena Football League. Exempté par Lincoln, il évoluera avec Portland pour la saison 2014.

## Palmarès
- Nommé All-American en 2005.